# لورا د استپا
لورا د استپا (به اسپانیایی: Lora de Estepa) یک دهستان در اسپانیا است که در استان سبیا واقع شده‌است. لورا د استپا ۱۸ کیلومتر مربع مساحت و ۸۳۱ نفر جمعیت دارد و ۴۵۲ متر بالاتر از سطح دریا واقع شده‌است.